# Schrader-ventil
En Schrader-ventil (også kaldet amerikansk ventil)  er en type pneumatisk dækventil, der bruges på stort set alle motorkøretøjer i verden i dag.
Schrader-firmaet, som det blev opkaldt efter, blev grundlagt i 1844 af August Schrader. Det originale Schrader-ventildesign blev opfundet i 1891 og patenteret i USA i 1893. 
Schrader-ventilen består af en ventilspindel, hvori en ventilkerne er gevind. Ventilkernen er en tallerkenventil assisteret af en fjeder. En lille gummitætning placeret på kernen forhindrer væsken i at slippe ud gennem gevindene. Ved hjælp af passende værktøjer kan en defekt ventilkerne straks trækkes ud af ventilstammen og udskiftes med en ny.
Schrader-ventilen bruges på stort set alle bildæk og motorcykeldæk og de fleste cykeldæk med bredere fælge.
Ud over slange- og slangeløse dæk bruges Schrader-ventiler med varierende diametre på mange køle- og klimaanlæg for at tillade service, herunder genopfyldning med kølemiddel; af VVS-installatører, der udfører læk-ned tryktest på rørinstallationer; som en udluftnings- og testport på brændstofskinnen på nogle brændstofindsprøjtede motorer; på cykelluftstøddæmpere for at tillade justering af lufttrykket i henhold til rytterens vægt; til medicinske gasudtag på hospitaler og nogle medicinske køretøjer; og i opdriftskompensatorer (BC) i SCUBA-systemer, hvor evnen til nemt at frakoble en luftslange (selv under vandet) uden tab af tankluft er kritisk. Schrader-ventiler er også meget brugt i højtrykshydrauliksystemer på fly. 